# Hymenomima sinuosaria
Hymenomima sinuosaria là một loài bướm đêm trong họ Geometridae.